# Deutsche Leichtathletik-Meisterschaften 1993/Resultate
Der Hauptteil der Wettbewerbe bei den 93. Deutschen Leichtathletik-Meisterschaften wurde vom 9. bis zum 11. Juli 1993 im Wedaustadion in Duisburg ausgetragen.
In der hier vorliegenden Auflistung werden die in den verschiedenen Wettbewerben jeweils ersten acht platzierten Leichtathletinnen und Leichtathleten aufgeführt. Eine Übersicht mit den Medaillengewinnerinnen und -gewinnern und einigen Anmerkungen zu den Meisterschaften findet sich unter dem Link Deutsche Leichtathletik-Meisterschaften 1993.
Wie immer gab es zahlreiche Disziplinen, die zu anderen Terminen an anderen Orten stattfanden – in den folgenden Übersichten jeweils konkret benannt.

## Meisterschaftsresultate Männer

### 100 m
| Platz | Athlet, Verein                            | Zeit (s) |
| ----- | ----------------------------------------- | -------- |
| 1     | Marc Blume (TV Wattenscheid 01)           | 10,30    |
| 2     | Steffen Görmer (SV Halle)                 | 10,42    |
| 3     | Christian Konieczny (LG Olympia Dortmund) | 10,53    |
| 4     | Holger Blume (TV Wattenscheid 01)         | 10,54    |
| 5     | Matthias Schlicht (OSC Berlin)            | 10,57    |
| 6     | Wolfgang Haupt (LG Bayer Leverkusen)      | 10,61    |
| 7     | Patrick Amarteifio (LG Wilhelmshaven)     | 10,62    |
| 8     | Oliver Schmidt (VfL Sindelfingen)         | 10,69    |

Datum: 10. Juli
Wind: −0,8 m/s

### 200 m
| Platz | Athlet, Verein                       | Zeit (s) |
| ----- | ------------------------------------ | -------- |
| 1     | Robert Kurnicki (TV Wattenscheid 01) | 20,46    |
| 2     | Michael Huke (TV Wattenscheid 01)    | 20,62    |
| 3     | Björn Sinnhuber (MTG Mannheim)       | 20,68    |
| 4     | Hansjörg Metzger (LG Süd Berlin)     | 20,89    |
| 5     | Alexander Lack (SC Neubrandenburg)   | 20,98    |
| 6     | Stephan Schütz (LG Sieg)             | 21,05    |
| 7     | Florian Gamper (LAZ Bruchköbel)      | 21,06    |
| 8     | Michael Schwab (VfL Sindelfingen)    | 21,31    |

Datum: 11. Juli
Wind: +0,2 m/s

### 400 m
| Platz | Athlet, Verein                                   | Zeit (s) |
| ----- | ------------------------------------------------ | -------- |
| 1     | Thomas Schönlebe (LG Chemnitz)                   | 46,28    |
| 2     | Rico Lieder (LG Chemnitz)                        | 46,34    |
| 3     | Ralph Pfersich (LG Olympia Dortmund)             | 46,45    |
| 4     | Karsten Just (Berliner TSC)                      | 46,62    |
| 5     | Daniel Bittner (LG Bayer Leverkusen)             | 46,65    |
| 6     | Christian Kerberg (LAV Bayer Uerdingen/Dormagen) | 47,29    |
| 7     | Markus Rau (LG Bayer Leverkusen)                 | 47,30    |
| 8     | Lutz Becker (LG Braunschweig)                    | 47,97    |

Datum: 10. Juli

### 800 m
| Platz | Athlet, Verein                        | Zeit (min) |
| ----- | ------------------------------------- | ---------- |
| 1     | Nico Motchebon (SCC Berlin)           | 1:49,69    |
| 2     | Jussi Udelhoven (LG Bayer Leverkusen) | 1:50,11    |
| 3     | Joachim Dehmel (SpVgg. Feuerbach)     | 1:50,15    |
| 4     | Carsten Otte (TV Wattenscheid 01)     | 1:50,28    |
| 5     | Lars Jucken (TuS Köln rrh. 1874)      | 1:50,35    |
| 6     | Marco Reinert (OSC Potsdam)           | 1:50,39    |
| 7     | John-Henry May (SCC Berlin)           | 1:50,47    |
| 8     | Holger Mürle (SpVgg. Feuerbach)       | 1:50,86    |

Datum: 11. Juli

### 1500 m
| Platz | Athlet, Verein                       | Zeit (min) |
| ----- | ------------------------------------ | ---------- |
| 1     | Jens-Peter Herold (SCC Berlin)       | 3:49,86    |
| 2     | Rüdiger Stenzel (TV Wattenscheid 01) | 3:50,49    |
| 3     | Michael Busch (PSV Grün-Weiß Kassel) | 3:50,71    |
| 4     | Hauke Fuhlbrügge (ESC Erfurt)        | 3:51,01    |
| 5     | Stephan Kabat (SCC Berlin)           | 3:51,72    |
| 6     | Dominique Löser (ESC Erfurt)         | 3:51,84    |
| 7     | Heiko Striegel (SpVgg. Feuerbach)    | 3:51,96    |
| 8     | Ansgar Lenfers (LG Olympia Dortmund) | 3:51,98    |

Datum: 10. Juli

### 5000 m
| Platz | Athlet, Verein                                | Zeit (min) |
| ----- | --------------------------------------------- | ---------- |
| 1     | Rainer Wachenbrunner (Berliner SC)            | 13:51,96   |
| 2     | Markus Neukirch (SV Saar 05 Saarbrücken)      | 13:52,38   |
| 3     | Jens Karraß (SCC Berlin)                      | 13:53,28   |
| 4     | Klaus-Peter Nabein (LAC Quelle Fürth/München) | 13:57,47   |
| 5     | Ralf Dahmen (LG Bayer Leverkusen)             | 14:01,97   |
| 6     | Mirko Döring (SC Empor Rostock)               | 14:11,80   |
| 7     | Robert Langfeld (LG Wipperfürth)              | 14:17,08   |
| 8     | Hans Hopfner (SV Kay)                         | 14:18,68   |

Datum: 9. Juli

### 10.000 m
| Platz | Athlet, Verein                               | Zeit (min) |
| ----- | -------------------------------------------- | ---------- |
| 1     | Stéphane Franke (SV Salamander Kornwestheim) | 27:57,98   |
| 2     | Rainer Wachenbrunner (Berliner SC)           | 28:24,50   |
| 3     | Carsten Eich (SC DHfK Leipzig)               | 28:40,74   |
| 4     | Axel Krippschock (LG Staufen)                | 28:42,92   |
| 5     | Markus Pingpank (LG Braunschweig)            | 29:07,00   |
| 6     | Hans Hopfner (SV Kay)                        | 29:11,80   |
| 7     | Heinz-Bernd Bürger (LC Euskirchen)           | 29:19,18   |
| 8     | Alfred Knickenberg (SV Saar 05 Saarbrücken)  | 29:23,24   |

Datum: 15. Mai
fand in Trier statt

### Halbmarathon
| Platz | Athlet, Verein                                | Zeit (h) |
| ----- | --------------------------------------------- | -------- |
| 1     | Stephan Freigang (LC Cottbus)                 | 1:05:34  |
| 2     | Kurt Stenzel (ASC Darmstadt)                  | 1:06:15  |
| 3     | Christian Husmann (LG Braunschweig)           | 1:06:30  |
| 4     | Klaus-Peter Nabein (LAC Quelle Fürth/München) | 1:06:41  |
| 5     | Uwe Honsdorf (Rot-Weiß Koblenz)               | 1:06:52  |
| 6     | Alfred Knickenberg (SV Saar 05 Saarbrücken)   | 1:06:56  |
| 7     | Heiko Schinkitz (SG Adelsberg)                | 1:07:00  |
| 8     | Dirk Nürnberger (LAC Quelle Fürth/München)    | 1:07:00  |

Datum: 21. März
fand in Chemnitz statt

### Halbmarathon, Mannschaftswertung
| Platz | Verein, Besetzung                                                               | Zeit (h) |
| ----- | ------------------------------------------------------------------------------- | -------- |
| 1     | LG Braunschweig (Christian Husmann, Markus Pingpank, Volker Krajenski)          | 3:21:48  |
| 2     | LAC Quelle Fürth/München (Klaus-Peter Nabein, Dirk Nürnberger, Engelbert Franz) | 3:21:54  |
| 3     | SV Saar 05 Saarbrücken (Alfred Knickenberg, Rainer Müller, Michael Loth)        | 3:25:04  |
| 4     | LG Frankfurt (Hans Pfisterer, Wolfgang Münzel, Oliver Majrchzak)                | 3:26:58  |
| 5     | USV Halle (Uwe Emmerling, Frank Saar, Eik Fricke)                               | 3:28:55  |
| 6     | LG Rhein-Wied Andernach (Erik Simonis, Dietrich Rockenfeller, Michael Kaul)     | 3:29:18  |
| 7     | TSV Burghaslach (Thomas Ertl, Rainer Mühlberg, Jörg Teiche)                     | 3:30:00  |
| 8     | LG Wipperfürth (Jörg Valentin, Christian Fischer, Kästner)                      | 3:30:20  |

Datum: 21. März
fand in Chemnitz statt

### Marathon
| Platz | Athlet, Verein                             | Zeit (h) |
| ----- | ------------------------------------------ | -------- |
| 1     | Kurt Stenzel (ASC Darmstadt)               | 2:13:25  |
| 2     | Konrad Dobler (SVO Germaringen)            | 2:14:44  |
| 3     | Uwe Honsdorf (Rot-Weiß Koblenz)            | 2:17:07  |
| 4     | Guido Dold (LC Breisgau)                   | 2:18:08  |
| 5     | Heiko Schinkitz (SG Adelsberg)             | 2:18:16  |
| 6     | Dirk Nürnberger (LAC Quelle Fürth/München) | 2:19:34  |
| 7     | Jürgen Herzog (SG Walldorf Astoria 1902)   | 2:20:05  |
| 8     | Steffen Dittmann (PSV Potsdam)             | 2:20:10  |

Datum: 18. April
fand im Rahmen des Hannover-Marathons statt

### Marathon, Mannschaftswertung
| Platz | Verein, Besetzung                                                       | Zeit (h) |
| ----- | ----------------------------------------------------------------------- | -------- |
| 1     | LAC Quelle Fürth/München (Dirk Nürnberger, Eike Loch, Hans Forster)     | 7:06:37  |
| 2     | LG Frankfurt I (Ulrich Wolf, Volker Isigkeit, Eckart Baier)             | 7:17:33  |
| 3     | LAC Quelle Fürth/München I (Dirk Kellner, Frank Schnabel, Udo Grimm)    | 7:18:38  |
| 4     | LG Frankfurt II (Peter Gehmacher, Josef Schneider, Bernd Winkler)       | 7:22:12  |
| 5     | SG Adelsberg (Heiko Schinkitz, Andre Singer, Carsten Merz)              | 7:22:26  |
| 6     | LG Frankfurt III (Henning Fey, Alfred Mockenhaupt, Christoph Pfeiffer)  | 7:25:21  |
| 7     | LAC Quelle Fürth/München II (Mario Burger, Friethlof Prigge, Dirk Uhde) | 7:25:58  |
| 8     | LG Frankfurt IV (Lorenz Stiegler, Walter Koch, Michael Most)            | 7:28:16  |

Datum: 18. April
fand im Rahmen des Hannover-Marathons statt

### 100-km-Straßenlauf
| Platz | Athlet, Verein                           | Zeit (h) |
| ----- | ---------------------------------------- | -------- |
| 1     | Volker Becker-Wirbel (LTF Marpingen)     | 6:46:28  |
| 2     | Michael Sommer (Eichenkreuz Schwaikheim) | 6:50:18  |
| 3     | Heinz Hüglin (LV Ettenheim)              | 6:52:16  |
| 4     | Hans Waack (DJK Frankenberg Aachen)      | 7:00:00  |
| 5     | Fritz Kellner (TSV Altenmarkt)           | 7:02:10  |
| 6     | Herbert Cuntz (LG Kapellen-Drusweiler)   | 7:07:39  |
| 7     | Alexander Fut (LC Mengerskirchen)        | 7:13:48  |
| 8     | Burkhard Widera (TV Lengerich)           | 7:21:26  |

Datum: 4. September
fand in Rheine statt

### 100-km-Straßenlauf, Mannschaftswertung
| Platz | Verein, Besetzung                                                            | Zeit (h) |
| ----- | ---------------------------------------------------------------------------- | -------- |
| 1     | LTF Marpingen (Volker Becker-Wirbel, Guido Joerg, Franz Feller)              | 22:01:57 |
| 2     | DJK Frankenberg Aachen (Hans Waack, Diethard Gansow, Burkhard Ernst Weber)   | 22:33:02 |
| 3     | LC Olympia Wiesbaden (Heinz-Werner Janicke, Michael Menz, Rudolf Raab)       | 23:24:55 |
| 4     | SCC Berlin (Hans-Jürgen Seydler, Horst Wodke, Norbert Koths)                 | 23:59:23 |
| 5     | LG Kapellen-Drusweiler (Herbert Cuntz, Wilfried Fröhlich, Werner Schumacher) | 24:13:42 |
| 6     | VFL Ostelsheim (Hans Weinmann, Antonio Antunes, Harald Dingler)              | 24:59:38 |
| 7     | TV Lengerich (Burkhard Widera, Dieter Selchow, Eberhard Prautzsch)           | 25:21:21 |
| 8     | SSC Hanau-Rodenbach (Stefan Hinze, Harry A. Arndt, Jürgen Schmidt)           | 26:15:40 |

Datum: 4. September
fand in Rheine statt

### 110 m Hürden
| Platz | Athlet, Verein                          | Zeit (s) |
| ----- | --------------------------------------- | -------- |
| 1     | Dietmar Koszewski (LAC Halensee Berlin) | 13,56    |
| 2     | Claude Edorh (ASV Köln)                 | 13,69    |
| 3     | Eric Kaiser (TSV Wasserburg)            | 13,94    |
| 4     | Hans-Peter Lott (TV Heppenheim)         | 13,94    |
| 5     | Falk Balzer (LG Chemnitz)               | 13,96    |
| 6     | Helge Bormann (TSG Bergedorf)           | 14,04    |
| 7     | Stefan Mattern (TK Hannover)            | 14,08    |
| DNF   | Florian Schwarthoff (TV Heppenheim)     |          |

Datum: 10. Juli
Wind: +2,2 m/s
Florian Schwarthoff stürzte und erreichte nicht das Ziel.

### 400 m Hürden
| Platz | Athlet, Verein                         | Zeit (s) |
| ----- | -------------------------------------- | -------- |
| 1     | Michael Kaul (USC Mainz)               | 50,39    |
| 2     | Edgar Itt (TV Gelnhausen)              | 50,42    |
| 3     | Michael Grün (LG Bayer Leverkusen)     | 51,00    |
| 4     | Rüdiger Klingeler (TV Wattenscheid 01) | 51,04    |
| 5     | Hendrik Willems (TV Wattenscheid 01)   | 51,16    |
| 6     | Udo Schiller (LG Olympia Dortmund)     | 51,29    |
| 7     | Helge Bormann (TSG Bergedorf)          | 51,60    |
| 8     | Steffen Kolb (TG Schwenningen)         | 51,79    |

Datum: 11. Juli

### 3000 m Hindernis
| Platz | Athlet, Verein                               | Zeit (min) |
| ----- | -------------------------------------------- | ---------- |
| 1     | Steffen Brand (TV Wattenscheid 01)           | 8:26,81    |
| 2     | Martin Strege (LG Baunatal/ACT Kassel)       | 8:31,21    |
| 3     | Kim Bauermeister (LG Filder)                 | 8:37,01    |
| 4     | Ralph Sagasser (TG Biberach)                 | 8:37,41    |
| 5     | Steffen Brandis (ASC Darmstadt)              | 8:42,67    |
| 6     | Mark Ostendarp (TV Wattenscheid 01)          | 8:45,62    |
| 7     | Damian Kaliabis (SV Salamander Kornwestheim) | 8:47,33    |
| 8     | Andreas Fischer (Hamburger SV)               | 8:47,34    |

Datum: 11. Juli

### 4 × 100 m Staffel
| Platz | Verein, Besetzung                                                                         | Zeit (s) |
| ----- | ----------------------------------------------------------------------------------------- | -------- |
| 1     | TV Wattenscheid 01 I (Holger Blume, Robert Kurnicki, Michael Huke, Marc Blume)            | 39,57    |
| 2     | VfL Sindelfingen I (Holger Vogelsang, Oliver Schmidt, Michael Schwab, Marcus Skupin-Alfa) | 40,38    |
| 3     | SV Salamander Kornwestheim (Patrick Schneider, Thomas Nitsch, Peter Klein, Daniel Leigh)  | 40,60    |
| 4     | LG Bayer Leverkusen (Wollny, Guido Kluth, Schu, Wolfgang Haupt)                           | 40,79    |
| 5     | LAV Bayer Uerdingen/Dormagen (Jürgen Engelmann, Stefan Peters, Störmann, Arnold Zawitzki) | 40,94    |
| 6     | VfL Sindelfingen II (Gann, Robert Schulz, Gruber, Müller)                                 | 41,24    |
| DNF   | ASV Köln (Laude, Haubold, Christian Weigelt, Mario Schmitz)                               |          |
| DNF   | TV Wattenscheid 01 II (Schulte, Dirk Schweisfurth, Andreas Schofer, Marlo Pfeiler)        |          |

Datum: 10. Juli

### 4 × 400 m Staffel
| Platz | Verein, Besetzung                                                                            | Zeit (min) |
| ----- | -------------------------------------------------------------------------------------------- | ---------- |
| 1     | LG Olympia Dortmund (Stefan Audehm, Udo Schiller, Bodo Unger, Ralf Pfersich)                 | 3:09,29    |
| 2     | VfL Sindelfingen (Michael Schwab, Holger Vogelsang, Peter Mayer, Jörg Vaihinger)             | 3:10,46    |
| 3     | LAV Bayer Uerdingen/Dormagen (Heinz Hünnekes, Thomas Fobbe, Günther, Christian Kerberg)      | 3:10,51    |
| 4     | LG Braunschweig (Lars Dethlefs, Lutz Becker, Michael Amling, Rarsten)                        | 3:11,05    |
| 5     | LAC Quelle Fürth/München (Norbert Wörlein, Stefan Rosenberg, Michael Börner, Peter Neumaier) | 3:11,05    |
| 6     | Berliner SC (Alf Leine, Ralph Lenzke, Zoschke, Sascha Weihe)                                 | 3:15,73    |
| 7     | TV Wattenscheid 01 (Marlo Pfeiler, Hendrik Willems, Olaf Kasten, Rüdiger Klingeler)          | 3:16,52    |
| 8     | USC Heidelberg (Hans Frickel, Weber, Knobloch, Waigel)                                       | 3:17,93    |

Datum: 11. Juli

### 4 × 800 m Staffel
| Platz | Verein, Besetzung                                                                           | Zeit (min) |
| ----- | ------------------------------------------------------------------------------------------- | ---------- |
| 1     | LG Bayer Leverkusen (Ralf Dahmen, Oliver Klaudt, Alexander Adam, Nico Udelhoven)            | 7:19,55    |
| 2     | MTV Ingolstadt (Hans Stamm, Alfred Hummel, Dieter Gabriel, Peter Braun)                     | 7:20,56    |
| 3     | LAV Essen (Riedel, Große-Rhode, Frank van Thiel, Thorsten Kallweit)                         | 7:23,36    |
| 4     | ASV Köln (Oliver Poeschl, Christian Ermert, Claus Wittekindt, Sascha Faßbender)             | 7:36,26    |
| 5     | TuS Köln rrh. 1874 (Rana Bhattacharjee, Thomas Heck, Bischke, Lars Jucken)                  | 7:43,30    |
| 6     | DJK Weiden (Josef Liebisch, Dr. Thomas Spiegelsberger, Burkhard Volbracht, Jürgen Kolarzik) | 7:44,37    |
| 7     | USC Mainz (Berthes, Härle, Ruhlhof, Probst)                                                 | 7:47,10    |
| 8     | Barmer TV 1846 Wuppertal (Manfred Kuper, Thorsten Volkmann, Mario Zimpel, Jan Hebecker)     | 7:47,17    |

Datum: 4. Juli
fand in Dortmund im Rahmen der Deutschen Jugendmeisterschaften statt

### 4 × 1500 m Staffel
| Platz | Verein, Besetzung                                                                              | Zeit (min) |
| ----- | ---------------------------------------------------------------------------------------------- | ---------- |
| 1     | TV Wattenscheid 01 (Ingo Janich, Schulze, Stephan Plätzer, Rüdiger Stenzel)                    | 15:08,24   |
| 2     | ESC Erfurt (Fromm, Thorsten Lenhardt, Hauke Fuhlbrügge, Dominique Löser)                       | 15:15,55   |
| 3     | SCC Berlin (Gordon Schatz, Andreas Wagner, Olaf Beyer, Stephan Kabat)                          | 15:15,84   |
| 4     | Hamburger SV (Marco Rohrer, Jörn Klaus Wagner, Andreas Fischer, Christoph Meyer)               | 15:17,51   |
| 5     | VfL Sindelfingen (Peter Waldenmaier, Ralph Kirsch, Bernd Breitmaier, Harald Höger)             | 15:18,85   |
| 6     | LAC Quelle Fürth/München (Harald Hülsenbeck, Engelbert Franz, German Hehn, Klaus-Peter Nabein) | 15:23,87   |
| 7     | LG Braunschweig (Peter Krause, Dirk Loose, Robert Meier, Markus Pingpank)                      | 15:25,49   |
| 8     | LG Olympia Dortmund (Karsten Hilleringmann, Michael Kluwe, Jens Wilky, Ansgar Lenfers)         | 15:30,02   |

Datum: 4. Juli
fand in Dortmund im Rahmen der Deutschen Jugendmeisterschaften statt

### 20-km-Gehen
| Platz | Athlet, Verein                          | Zeit (h) |
| ----- | --------------------------------------- | -------- |
| 1     | Robert Ihly (LG Offenburg)              | 1:23:15  |
| 2     | Hartwig Gauder (TSV Erfurt)             | 1:23:31  |
| 3     | Axel Noack (Berliner TSC)               | 1:26:41  |
| 4     | Michael Lohse (SC DHfK Leipzig)         | 1:28:00  |
| 5     | Denis Trautmann (LGV Gleina)            | 1:29:00  |
| 6     | Peter Zanner (LAC Quelle Fürth/München) | 1:30:54  |
| 7     | Ralf Rose (LAC Quelle Fürth/München)    | 1:31:08  |
| 8     | Dan Bauer (SV Friedrichsgabe)           | 1:31:27  |

Datum: 9. Juli

### 20-km-Gehen, Mannschaftswertung
| Platz | Verein, Besetzung                                                  | Zeit (h) |
| ----- | ------------------------------------------------------------------ | -------- |
| 1     | LAC Quelle Fürth/München (Peter Zanner, Ralf Rose, Alfons Schwarz) | 4:36:04  |
| 2     | TSV Erfurt (Hartwig Gauder, Thomas Prophet, Arnold)                | 4:39:10  |
| 3     | SV Friedrichsgabe (Dan Bauer, Dieter Zschiesche, Schulz)           | 5:01:01  |
| 4     | TSV Dresden (Andre Gahr, Jean Hoffmann, Jelitto)                   | 5:21:23  |
| 5     | TV 1846 Groß-Gerau (Eisfeller, Heinrich Hänsel, Rolf Fricke)       | 5:33:41  |

Datum: 9. Juli
nur 5 Mannschaften in der Wertung

### 50-km-Gehen
| Platz | Athlet, Verein                          | Zeit (h) |
| ----- | --------------------------------------- | -------- |
| 1     | Hartwig Gauder (TSV Erfurt)             | 3:52:46  |
| 2     | Axel Noack (Berliner TSC)               | 3:55:44  |
| 3     | Volkmar Scholz (Berliner SV 1892)       | 3:56:06  |
| 4     | Thomas Wallstab (Eintracht Frankfurt)   | 3:59:59  |
| 5     | Ralf Weise (Eintracht Frankfurt)        | 4:04:01  |
| 6     | Rainer Driesen (LG Düsseldorf)          | 4:04:21  |
| 7     | Thomas Prophet (TSV Erfurt)             | 4:06:15  |
| 8     | Peter Zanner (LAC Quelle Fürth/München) | 4:10:10  |

Datum: 23. Mai
fand in Kerpen-Horrem statt

### 50-km-Gehen, Mannschaftswertung
| Platz | Verein, Besetzung                                                         | Zeit (h) |
| ----- | ------------------------------------------------------------------------- | -------- |
| 1     | Berliner SV 1892 I (Volkmar Scholz, Matthias Hütler, Detlef Heitmann)     | 13:04:24 |
| 2     | LAC Quelle Fürth/München (Peter Zanner, Alfons Schwarz, Hardy Koschollek) | 13:14:26 |
| 3     | TV 1846 Groß-Gerau (Heinrich Hänsel, Rolf Fricke, Uwe Rowold)             | 14:43:38 |
| 4     | Berliner SV 1892 II (Kiepers, Reiner Mundkowski, Thudjumow)               | 15:08:31 |

Datum: 23. Mai
fand in Kerpen-Horrem statt
nur 4 Mannschaften in der Wertung

### Hochsprung
| Platz | Athlet, Verein                           | Höhe (m) |
| ----- | ---------------------------------------- | -------- |
| 1     | Wolf-Hendrik Beyer (LG Bayer Leverkusen) | 2,33     |
| 2     | Ralf Sonn (TSG Weinheim)                 | 2,33     |
| 3     | Carlo Thränhardt (LG Bayer Leverkusen)   | 2,25     |
| 4     | Uwe Bellmann (LG Chemnitz)               | 2,23     |
| 4     | Thorsten Marschner (LG Frankfurt)        | 2,23     |
| 6     | Wolfgang Kreißig (MTG Mannheim)          | 2,20     |
| 7     | Rainer Wegmann (LG Olympia Dortmund)     | 2,17     |
| 8     | Kristofer Lamos (LG Frankfurt)           | 2,14     |

Datum: 11. Juli

### Stabhochsprung
| Platz | Athlet, Verein                            | Höhe (m) |
| ----- | ----------------------------------------- | -------- |
| 1     | Tim Lobinger (LG Bayer Leverkusen)        | 5,50     |
| 2     | Werner Holl (LG VfB/Kickers Stuttgart)    | 5,40     |
| 3     | Marc Osenberg (LG Bayer Leverkusen)       | 5,40     |
| 4     | Martin Amann (LG VfB/Kickers Stuttgart)   | 5,40     |
| 5     | Volkmar Reinecke (TK Hannover)            | 5,20     |
| 6     | Mark Lugenbühl (ASV Landau)               | 5,20     |
| 6     | Bernhard Zintl (LAC Quelle Fürth/München) | 5,20     |
| 8     | Michael Kühnke (LC Cottbus)               | 5,20     |

Datum: 10. Juli

### Weitsprung
| Platz | Athlet, Verein                          | Weite (m) |
| ----- | --------------------------------------- | --------- |
| 1     | Georg Ackermann (LG Karlsruhe)          | 8,00      |
| 2     | Bernhard Kelm (TSV Wasserburg)          | 7,98      |
| 3     | Christian Thomas (TV Heppenheim)        | 7,98      |
| 4     | Thorsten Heide (TK Hannover)            | 7,92      |
| 5     | Alexander Bub (TV Heppenheim)           | 7,89      |
| 6     | André Müller (SC Empor Rostock)         | 7,88      |
| 7     | Konstantin Krause (LG Bayer Leverkusen) | 7,87      |
| 8     | Holger Ulrich (LG Karlsruhe)            | 7,70      |

Datum: 11. Juli

### Dreisprung
| Platz | Athlet, Verein                               | Weite (m) |
| ----- | -------------------------------------------- | --------- |
| 1     | Ralf Jaros (TV Wattenscheid 01)              | 17,13     |
| 2     | Volker Mai (SC Neubrandenburg)               | 16,41     |
| 3     | Wolfgang Knabe (TV Wattenscheid 01)          | 16,37     |
| 4     | André Ernst (SV Halle)                       | 16,25     |
| 5     | Charles Friedek (LG Frankfurt)               | 16,12     |
| 6     | Kersten Wolters (LG Hammer Park Hamburg)     | 16,06     |
| 7     | Karsten Stephan (SCC Berlin)                 | 15,92     |
| 8     | Volker Ehmann (LAV Bayer Uerdingen/Dormagen) | 15,73     |

Datum: 10. Juli

### Kugelstoßen
| Platz | Athlet, Verein                         | Weite (m) |
| ----- | -------------------------------------- | --------- |
| 1     | Oliver-Sven Buder (TV Wattenscheid 01) | 20,15     |
| 2     | Jonny Reinhardt (TV Wattenscheid 01)   | 19,35     |
| 3     | Michael Mertens (VfL Wolfsburg)        | 18,74     |
| 4     | Oliver Dück (LAC Quelle Fürth/München) | 18,36     |
| 5     | Claus-Dieter Föhrenbach (TV Gernsbach) | 18,08     |
| 6     | Thorsten Herbrand (TV Wattenscheid 01) | 18,04     |
| 7     | Ralf Kahles (MTG Mannheim)             | 17,73     |
| 8     | Albert Schmider (TSV Burgberg)         | 17,71     |

Datum: 10. Juli

### Diskuswurf
| Platz | Athlet, Verein                           | Weite (m) |
| ----- | ---------------------------------------- | --------- |
| 1     | Lars Riedel (USC Mainz)                  | 65,48     |
| 2     | Jürgen Schult (Schweriner SC)            | 63,28     |
| 3     | Michael Möllenbeck (Eintracht Frankfurt) | 61,72     |
| 4     | Bernd Kneißler (MTG Mannheim)            | 60,86     |
| 5     | Olaf Többen (LG Bayer Leverkusen)        | 60,48     |
| 6     | Joachim Tidow (TV Wattenscheid 01)       | 59,38     |
| 7     | Carsten Kufahl (TV Wattenscheid 01)      | 59,32     |
| 8     | Rolf Danneberg (LG Wedel-Pinneberg)      | 58,68     |

Datum: 10. Juli

### Hammerwurf
| Platz | Athlet, Verein                               | Weite (m) |
| ----- | -------------------------------------------- | --------- |
| 1     | Jörn Hübner (LC Cottbus)                     | 72,62     |
| 2     | Karsten Kobs (LG Olympia Dortmund)           | 72,50     |
| 3     | Claus Dethloff (LG Bayer Leverkusen)         | 71,26     |
| 4     | Norbert Radefeld (VfL Wolfsburg)             | 71,22     |
| 5     | Mario Tschierschwitz (OSC Berlin)            | 67,42     |
| 6     | Alexander Sporrer (LAC Quelle Fürth/München) | 67,30     |
| 7     | Holger Klose (LG Frankfurt)                  | 65,96     |
| 8     | Ralf Jossa (SV Herzberg)                     | 64,40     |

Datum: 11. Juli

### Speerwurf
| Platz | Athlet, Verein                      | Weite (m) |
| ----- | ----------------------------------- | --------- |
| 1     | Raymond Hecht (TV Wattenscheid 01)  | 81,88     |
| 2     | Boris Henry (TV Ludweiler)          | 80,48     |
| 3     | Peter Blank (USC Mainz)             | 80,04     |
| 4     | Ralf Wilinski (LG Bayer Leverkusen) | 77,22     |
| 5     | Jens Reimann (OSC Potsdam)          | 76,72     |
| 6     | Oliver Zschunke (LG Wipperfürth)    | 75,66     |
| 7     | Stefan König (TV Wattenscheid 01)   | 75,56     |
| 8     | Christian Benninger (SV Gendorf)    | 74,86     |

Datum: 11. Juli

### Zehnkampf
| Platz | Athlet, Verein                              | Leistung (Pkte) |
| ----- | ------------------------------------------- | --------------- |
| 1     | Christian Schenk (USC Mainz)                | 8109            |
| 2     | Torsten Voss (LAV Bayer Uerdingen/Dormagen) | 8074            |
| 3     | Thorsten Dauth (TV Heppenheim)              | 7985            |
| 4     | Stefan Schmid (LG Karlstadt)                | 7965            |
| 5     | Frank Müller (TV Norden)                    | 7734            |
| 6     | Udo Jacobasch (USC Mainz)                   | 7703            |
| 7     | Peter Neumaier (LAC Quelle Fürth / München) | 7623            |
| 8     | Helge Günther (LG Bayer Leverkusen)         | 7589            |

Datum: 19./20. Juni
fand in Vaterstetten statt

### Zehnkampf, Mannschaftswertung
| Platz | Verein, Besetzung                                                        | Leistung (Pkte) |
| ----- | ------------------------------------------------------------------------ | --------------- |
| 1     | USC Mainz (Christian Schenk, Udo Jacobasch, Christian Betzle)            | 22.377          |
| 2     | LAC Quelle Fürth / München (Peter Neumaier, Norbert Demmel, Helmut Haas) | 22.285          |
| 3     | TV Norden (Frank Müller, Robert Kleemann, Gerd Zander)                   | 21.778          |
| 4     | LG Bayer Leverkusen (Helge Günther, Lars Knut, Kurowski)                 | 21.339          |
| 5     | LG Sempt (Thomas Stewens, Hans-Christian Gröninger, Ralf Wagner)         | 21.113          |
| 6     | TSG Gießen-Wieseck (Martin Otte, Andreas Röse, Uli Lehl)                 | 20.794          |
| 7     | LG Olympia Dortmund (Hallmann, Barth, Loges)                             | 18.834          |
| 8     | OSC Berlin (Jochen Kohlhaas, Christian Haase, Jung)                      | 18.338          |

Datum: 19./20. Juni
fand in Vaterstetten statt

### CrosslaufMittelstrecke –2,8 km
| Platz | Athlet, Verein                           | Zeit (min) |
| ----- | ---------------------------------------- | ---------- |
| 1     | Ralf Dahmen (LG Bayer Leverkusen)        | 7:51       |
| 2     | Stephan Kabat (SCC Berlin)               | 7:56       |
| 3     | Rüdiger Stenzel (TV Wattenscheid 01)     | 7:56       |
| 4     | Klaus Klein (LAZ Zweibrücken)            | 7:57       |
| 5     | Hubert Karl (LAC Quelle Fürth / München) | 7:58       |
| 6     | Olaf Beyer (SCC Berlin)                  | 7:59       |
| 7     | Andreas Fischer (Hamburger SV)           | 8:00       |
| 8     | Markus Pingpank (LG Braunschweig)        | 8:00       |

Datum: 6. März
fand in Rhede statt

### CrosslaufMittelstrecke –2,8 km, Mannschaftswertung
| Platz | Verein, Besetzung                                                              | Platzziffer |
| ----- | ------------------------------------------------------------------------------ | ----------- |
| 1     | SCC Berlin (Stephan Kabat, Olaf Beyer, Jens Joppich)                           | 023         |
| 2     | TV Wattenscheid 01 (Rüdiger Stenzel, Stephan Plätzer, H. Schulze)              | 039         |
| 3     | LAC Quelle Fürth / München (Hubert Karl, Klaus-Peter Nabein, Dieter Deininger) | 051         |
| 4     | LG Braunschweig (Markus Pingpank, Peter Krause, Grunwald)                      | 065         |
| 5     | LG Bayer Leverkusen (Ralf Dahmen, Wagner, Manns)                               | 099         |
| 6     | Hamburger SV (Andreas Fischer, Jörn Klaus Wagner, Gerdey)                      | 103         |
| 7     | SVO Germaringen (Stefan Gotschke, Jörg Kunstmann, Markus Seiler)               | 117         |
| 8     | ASV Köln (Axel Wehmeyer, Thomas Marx, Wendt)                                   | 123         |

Datum: 6. März
fand in Rhede statt

### CrosslaufLangstrecke –12,4 km
| Platz | Athlet, Verein                               | Zeit (min) |
| ----- | -------------------------------------------- | ---------- |
| 1     | Stephan Freigang (LC Cottbus)                | 37:53      |
| 2     | Rainer Wachenbrunner (Berliner SC)           | 37:56      |
| 3     | Jens Wilky (LG Olympia Dortmund)             | 38:37      |
| 4     | Michael Scheydt (LAC Quelle Fürth / München) | 38:38      |
| 5     | Steffen Dittmann (PSV Potsdam)               | 38:42      |
| 6     | Jens Volkmann (LAC Halensee Berlin)          | 38:49      |
| 7     | Robert Langfeld (LG Wipperfürth)             | 38:55      |
| 8     | Klaus Heiserer (TG Biberach)                 | 39:00      |

Datum: 6. März
fand in Rhede statt

### CrosslaufLangstrecke –12,4 km, Mannschaftswertung
| Platz | Verein, Besetzung                                                          | Platzziffer |
| ----- | -------------------------------------------------------------------------- | ----------- |
| 1     | SV Saar 05 Saarbrücken (Markus Neukirch, Alfred Knickenberg, R. Müller)    | 074         |
| 2     | LG Wipperfürth (Robert Langfeld, Jörg Haarmann, Olaf Kästner)              | 090         |
| 3     | LG Olympia Dortmund (Jens Wilky, Kasper, Michael Kluwe)                    | 113         |
| 4     | OSC Berlin (Ingo Sensburg, Christian Schieber, Ingo Benthe)                | 115         |
| 5     | TG Biberach (Klaus Heiserer, Ralph Sagasser, Dirk Girmann)                 | 137         |
| 6     | LG Bonn/Troisdorf/Niederkassel (Manfred Simon, Thomas Eickmann, Roitzheim) | 140         |
| 7     | LAV Essen (Mark Blockhaus, Siebertz, Fischer)                              | 158         |
| 8     | SV Saar 05 Saarbrücken (Markus Hilt, Markus Riefer, Hahn)                  | 164         |

Datum: 6. März
fand in Rhede statt

### Berglauf
| Platz | Athlet, Verein                     | Zeit (min) |
| ----- | ---------------------------------- | ---------- |
| 1     | Guido Dold (LC Breisgau)           | 46:40      |
| 2     | Dirk Debertin (LC Breisgau)        | 47:59      |
| 3     | Philipp Kehl (SVO Germaringen)     | 48:03      |
| 4     | Wolfgang Münzel (LG Frankfurt)     | 48:24      |
| 5     | Hubert Schneider (TSV Burghaslach) | 48:32      |
| 6     | Martin Sambale (SVO Germaringen)   | 48:37      |
| 7     | Dieter Ranftl (LC Buchendorf)      | 48:57      |
| 8     | Jörg Leipner (LG Frankfurt)        | 49:06      |

Datum: 3. Oktober
fand in Berchtesgaden im Rahmen des Jenner-Berglaufs statt

### Berglauf, Mannschaftswertung
| Platz | Verein, Besetzung                                                        | Zeit (h) |
| ----- | ------------------------------------------------------------------------ | -------- |
| 1     | LC Breisgau (Guido Dold, Dirk Debertin, Peter Fröhlich)                  | 2:25:38  |
| 2     | SVO Germaringen (Philipp Kehl, Martin Sambale, Reinhard Mayer)           | 2:27:08  |
| 3     | LG Frankfurt (Wolfgang Münzel, Jörg Leipner, Oliver Majchrzak)           | 2:30:48  |
| 4     | SG Adelsberg (Heiko Schinkitz, Andre Singer, Koritz)                     | 2:32:48  |
| 5     | TSV Burghaslach (Hubert Schneider, Günter Wittmann, Thomas Ertl)         | 2:32:54  |
| 6     | LG Chiemgau (Frank Blechschmidt, Ernst, Míchael Söll)                    | 2:32:28  |
| 7     | FTSV 1922 Straubing (Josef Stangl, Hermann Schwürzinger, Reinhold Heigl) | 2:37:03  |
| 8     | LG Bamberg (Manfred Dusold, Jürgen Endres, Josef Öhrig)                  | 2:38:05  |

Datum: 3. Oktober
fand in Berchtesgaden im Rahmen des Jenner-Berglaufs statt

## Meisterschaftsresultate Frauen

### 100 m
| Platz | Athletin, Verein                         | Zeit (s) |
| ----- | ---------------------------------------- | -------- |
| 1     | Melanie Paschke (LG Braunschweig)        | 11,23    |
| 2     | Andrea Philipp (Schweriner SC)           | 11,51    |
| 3     | Bettina Zipp (TV Schriesheim)            | 11,53    |
| 4     | Ulrike Sarvari (MTG Mannheim)            | 11,55    |
| 5     | Carla Verniest (SC DHfK Leipzig)         | 11,60    |
| 6     | Silke Lichtenhagen (LG Bayer Leverkusen) | 11,60    |
| 7     | Gabi Rockmeier (LAG Mittlere Isar)       | 11,65    |
| 8     | Jana Schönenberger (OSC Berlin)          | 11,75    |

Datum: 10. Juli
Wind: −0,2 m/s

### 200 m
| Platz | Athletin, Verein                         | Zeit (s) |
| ----- | ---------------------------------------- | -------- |
| 1     | Silke-Beate Knoll (LG Olympia Dortmund)  | 22,74    |
| 2     | Melanie Paschke (LG Braunschweig)        | 22,97    |
| 3     | Silke Lichtenhagen (LG Bayer Leverkusen) | 23,33    |
| 4     | Birgit Rockmeier (LAG Mittlere Isar)     | 23,46    |
| 5     | Jana Schönenberger (OSC Berlin)          | 23,49    |
| 6     | Angelika Haggenmüller (MTV Ingolstadt)   | 23,51    |
| 7     | Gabi Rockmeier (LAG Mittlere Isar)       | 23,65    |
| 8     | Christina Hormann (LG Wipperfürth)       | 24,25    |

Datum: 11. Juli
Wind: +2,2 m/s

### 400 m
| Platz | Athletin, Verein                      | Zeit (s) |
| ----- | ------------------------------------- | -------- |
| 1     | Anja Rücker (TuS Jena)                | 52,43    |
| 2     | Karin Janke (VfL Wolfsburg)           | 53,13    |
| 3     | Sandra Seuser (SCC Berlin)            | 53,31    |
| 4     | Helga Arendt (LG Olympia Dortmund)    | 53,58    |
| 5     | Silvia Steimle (LG Olympia Dortmund)  | 53,68    |
| 6     | Annett Hesselbarth (SV Halle)         | 53,70    |
| 7     | Doreen Fahrendorff (VfL Sindelfingen) | 54,10    |
| 8     | Bettina Kersten (LG Offenburg)        | 54,31    |

Datum: 10. Juli

### 800 m
| Platz | Athletin, Verein                          | Zeit (min) |
| ----- | ----------------------------------------- | ---------- |
| 1     | Birte Bruhns (ASV Köln)                   | 2:01,73    |
| 2     | Sabine Zwiener (LG VfB/Kickers Stuttgart) | 2:01,88    |
| 3     | Christine Wachtel (SC Empor Rostock)      | 2:01,90    |
| 4     | Kati Kovacs (SCC Berlin)                  | 2:04,08    |
| 5     | Martina Muck (USC Heidelberg)             | 2:04,72    |
| 6     | Sabine Nolte (LG Göttingen)               | 2:04,96    |
| 7     | Marlies Keil (OSC Berlin)                 | 2:06,11    |
| 8     | Gaby Dold (VfL Sindelfingen)              | 2:07,05    |

Datum: 11. Juli

### 1500 m
| Platz | Athletin, Verein                            | Zeit (min) |
| ----- | ------------------------------------------- | ---------- |
| 1     | Simone Weidner (OSC Berlin)                 | 4:15,62    |
| 2     | Antje Beggerow (SC Empor Rostock)           | 4:16,30    |
| 3     | Kristina da Fonseca-Wollheim (LG Offenburg) | 4:17,59    |
| 4     | Carmen Wüstenhagen (SCC Berlin)             | 4:18,51    |
| 5     | Sabine Leist (LAC Quelle Fürth/München)     | 4:18,99    |
| 6     | Steffi Kallensee (Eintracht Frankfurt)      | 4:19,02    |
| 7     | Ellen Kießling (ASV Köln)                   | 4:19,02    |
| 8     | Petra Wassiluk (ASC Darmstadt)              | 4:20,03    |

Datum: 10. Juli

### 3000 m
| Platz | Athletin, Verein                                      | Zeit (min) |
| ----- | ----------------------------------------------------- | ---------- |
| 1     | Claudia Lokar, geb. Borgschulze (LG Olympia Dortmund) | 9:02,62    |
| 2     | Christina Mai (LG Olympia Dortmund)                   | 9:04,02    |
| 3     | Dörte Köster (SC Empor Rostock)                       | 9:04,86    |
| 4     | Katje Hoffmann (SCC Berlin)                           | 9:08,24    |
| 5     | Monika Schäfer (LAC Quelle Fürth/München)             | 9:05,12    |
| 6     | Claudia Metzner (TV Wattenscheid 01)                  | 9:13,07    |
| 7     | Claudia Dreher (LG Olympia Dortmund)                  | 9:19,36    |
| 8     | Friederike Schmidt (Dresdner SC)                      | 9:19,68    |

Datum: 11. Juli

### 10.000 m
| Platz | Athletin, Verein                         | Zeit (min) |
| ----- | ---------------------------------------- | ---------- |
| 1     | Kathrin Weßel, geb. Ullrich (OSC Berlin) | 32:00,52   |
| 2     | Claudia Dreher (LG Olympia Dortmund)     | 32:24,74   |
| 3     | Sonja Krolik (LG Bayer Leverkusen)       | 33:40,50   |
| 4     | Sandra Riemann (ESC Erfurt)              | 33:32,44   |
| 5     | Dörte Köster (SC Empor Rostock)          | 33:38,44   |
| 6     | Tanja Kalinowski (LG Bayer Leverkusen)   | 33:40,50   |
| 7     | Friedrike Schmidt (Dresdner SC)          | 33:48,62   |
| 8     | Astrid Alfen (DJK Aschaffenburg)         | 33:49,82   |

Datum: 15. Mai
fand in Trier statt

### Halbmarathon
| Platz | Athletin, Verein                          | Zeit (h) |
| ----- | ----------------------------------------- | -------- |
| 1     | Birgit Jerschabek (LG Sieg)               | 1:14:08  |
| 2     | Claudia Metzner (TV Wattenscheid 01)      | 1:14:25  |
| 3     | Jutta Karsch (LG Olympia Dortmund)        | 1:14:41  |
| 4     | Tanja Kalinowski (LG Bayer Leverkusen)    | 1:16:49  |
| 5     | Petra Liebertz (LG Bremen-Nord)           | 1:18:33  |
| 6     | Bernadette Hudy (LLC Marathon Regensburg) | 1:18:59  |
| 7     | Martina Weise (Starlight Team Essen 91)   | 1:20:23  |
| 8     | Manuela Veith (LG Sieg)                   | 1:20:28  |

Datum: 21. März
fand in Chemnitz statt

### Halbmarathon, Mannschaftswertung
| Platz | Verein, Besetzung                                                    | Zeit (h) |
| ----- | -------------------------------------------------------------------- | -------- |
| 1     | LG Sieg (Birgit Jerschabek, Manuela Veith, Hildegard Mockenhaupt)    | 3:55:34  |
| 2     | Starlight Team Essen 91 (Martina Weise, Anke Bauer, Ayla Tosun)      | 4:10:41  |
| 3     | SV Saar 05 Saarbrücken (Bärbel Zeeb, Isabelle Müller, Steffi Hertel) | 4:11:05  |
| 4     | LG Bremen-Nord (Petra Liebertz, Rebecka Weise-Jung, Christine Fuchs) | 4:12:17  |
| 5     | LG Olympia Dortmund (Jutta Karsch, Antje Pohlmann, Springer)         | 4:14:16  |
| 6     | VfL Wolfsburg (Ursula Starke, Ricarda Botzon, Anne Toffel)           | 4:19:17  |
| 7     | LAV Husum (Dagmar Knudsen, Sabine Kauf, Ursel Hintz)                 | 4:21:32  |
| 8     | TSV Weeze (Melle van Dongen, Annette Neinhüs-Janssen, Tanja Bloemen) | 4:24:23  |

Datum: 21. März
fand in Chemnitz statt

### Marathon
| Platz | Athletin, Verein                               | Zeit (h) |
| ----- | ---------------------------------------------- | -------- |
| 1     | Birgit Jerschabek (LG Sieg)                    | 2:30:34  |
| 2     | Andrea Fleischer (TuS Jena)                    | 2:37:11  |
| 3     | Sigrid Wulsch (LG Menden)                      | 2:43:19  |
| 4     | Hildegard Mockenhaupt (LG Sieg)                | 2:46:22  |
| 5     | Traudi Haselbeck (TV Geiselhöring 1862)        | 2:48:39  |
| 6     | Dagmar Knudsen (LAV Husum)                     | 2:48:46  |
| 7     | Sigrid Altmeyer (LAV Bayer Uerdingen/Dormagen) | 2:49:13  |
| 8     | Ute Haarmann (TSG Velbert)                     | 2:50:23  |

Datum: 18. April
fand im Rahmen des Hannover-Marathons statt

### Marathon, Mannschaftswertung
| Platz | Verein, Besetzung                                                          | Zeit (h) |
| ----- | -------------------------------------------------------------------------- | -------- |
| 1     | LG Sieg (Birgit Jerschabek, Hildegard Mockenhaupt, Josefa Matheis)         | 8:30:14  |
| 2     | TV Geiselhöring 1862 (Traudi Haselbeck, Heidemarie Stalla, Ilse Rühlemann) | 8:47:10  |
| 3     | LAV Bayer Uerdingen/Dormagen (Sigrid Altmeyer, Petra Sander, Petra Bauer)  | 9:03:19  |
| 4     | TSV Weeze (Tanja Bloemen, Erika Dongenvon, Annette Neinhüs-Janssen)        | 9:04:51  |
| 5     | DLC Aachen (Birgit Kieven, Gabriele Reiners, Antje Küpper)                 | 9:05:37  |
| 6     | Post SV Hannover (Beate Dette, Eva Friedrich, Marion Bührmann)             | 9:07:01  |
| 7     | Eichenkreuz Schwaikheim (Gudrun Rüth, Hannelore Bente, Claudia Müller)     | 9:25:49  |
| 8     | LG Düsseldorf (Maria Nunner, Friederike Helemann, Brigitte Kamrad)         | 9:32:10  |

Datum: 18. April
fand im Rahmen des Hannover-Marathons statt

### 100-km-Straßenlauf
| Platz | Athletin, Verein                           | Zeit (h) |
| ----- | ------------------------------------------ | -------- |
| 1     | Birgit Lennartz-Lohrengel (LG Sieg)        | 7:46:44  |
| 2     | Dr. Iris Reuter (TVDÄ Hanau)               | 7:50:57  |
| 3     | Jutta Philippin (SpVgg Renningen)          | 7:56:55  |
| 4     | Helga Backhaus (SCC Berlin)                | 8:21,05  |
| 5     | Katharina Janicke (LC Olympia Wiesbaden)   | 8:22,09  |
| 6     | Angelika Böttcher (TSV Eintracht Duisburg) | 8:22,14  |
| 7     | Astrid Benöhr (vereinslos)                 | 8:33:00  |
| 8     | Antje Küpper (DLC Aachen)                  | 8:50:54  |

Datum: 4. September
fand in Rheine statt

### 100-km-Straßenlauf, Mannschaftswertung
| Platz | Verein, Besetzung                                          | Zeit (h) |
| ----- | ---------------------------------------------------------- | -------- |
| 1     | DLC Aachen (Antje Küpper, Maria Theißen, Irene Franken)    | 26:49:16 |
| 2     | SCC Berlin (Helga Backhaus, Christl Heine, Sigrid Eichner) | 27:16:40 |

Datum: 4. September
fand in Rheine statt
nur 2 Mannschaften in der Wertung

### 100 m Hürden
| Platz | Athletin, Verein                       | Zeit (s) |
| ----- | -------------------------------------- | -------- |
| 1     | Kristin Patzwahl (LAC Halensee Berlin) | 12,98    |
| 2     | Caren Jung (MTG Mannheim)              | 13,30    |
| 3     | Sabine Braun (TV Wattenscheid 01)      | 13,38    |
| 4     | Petra Hassinger (LAC Halensee Berlin)  | 13,54    |
| 5     | Claudia Rüge (SC DHfK Leipzig)         | 13,56    |
| 6     | Katrin Blankenburg (LG Wipperfürth)    | 13,58    |
| 7     | Ingeborg Leschnik (LG Wipperfürth)     | 13,63    |
| 8     | Claudia Felser (LG Olympia Dortmund)   | 13,83    |

Datum: 10. Juli
Wind: −1,5 m/s

### 400 m Hürden
| Platz | Athletin, Verein                     | Zeit (s) |
| ----- | ------------------------------------ | -------- |
| 1     | Silvia Rieger (TuS Eintracht Hinte)  | 55,42    |
| 2     | Heike Meißner (Dresdner SC)          | 55,54    |
| 3     | Linda Kisabaka (LG Bayer Leverkusen) | 56,17    |
| 4     | Gesine Schmidt (ATS Cuxhaven)        | 56,60    |
| 5     | Ulrike Heinz (LG Offenburg)          | 57,64    |
| 6     | Petra Schellenbeck (USC Mainz)       | 59,44    |
| 7     | Daniela Graiani (Kirchheimer SC)     | 59,44    |
| DNF   | Birgit Wolf (VfL Sindelfingen)       |          |

Datum: 11. Juli

### 4 × 100 m Staffel
| Platz | Verein, Besetzung                                                                            | Zeit (s) |
| ----- | -------------------------------------------------------------------------------------------- | -------- |
| 1     | LG Bayer Leverkusen (Kerstin Reuter, Silke Lichtenhagen, Stefanie Hütz, Anke Feller)         | 44,76    |
| 2     | LG Olympia Dortmund (Tielkes, Martina Kersting, Mirja Knuth, Silke-Beate Knoll)              | 45,35    |
| 3     | LG Wipperfürth (Katrin Blankenburg, Christina Hormann, Katrin Herbeck, Ingeborg Leschnik)    | 45,47    |
| 4     | VfL Sindelfingen (Claudia Bromm, Ina Cordes, Doreen Fahrendorff, Simone Beutelsbacher)       | 46,02    |
| 5     | LAC Quelle Fürth/München (Monika Fehling, Katja Seidel, Christina Schupfner, Birgit Clarius) | 46,04    |
| 6     | TK Hannover (Andrea Scheibe, Katrin Bartschat, Ute Klocke, Silke Harms)                      | 46,25    |
| 7     | MTG Mannheim (Jutta Fundel, Ulrike Sarvari, Katharina Gaus, Linda Krug)                      | 46,31    |
| DNF   | TV 1883 Schriesheim (Andrea Händel, Sandra Ansel, Bettina Zipp, Anja Ketterer)               |          |

Datum: 10. Juli

### 4 × 400 m Staffel
| Platz | Verein, Besetzung                                                                       | Zeit (min) |
| ----- | --------------------------------------------------------------------------------------- | ---------- |
| 1     | LG Olympia Dortmund (Sandra Kuschmann, Helga Arendt, Silvia Steimle, Silke-Beate Knoll) | 3:33,89    |
| 2     | LG Offenburg (Bettina Kersten, Christine Wahl, Simone Geist, Ulrike Heinz)              | 3:36,66    |
| 3     | OSC Berlin (Jana Schönenberger, Marlies Keil, Marion Zillwich-Scholz, Simone Weidner)   | 3:41,17    |
| 4     | SCC Berlin (Peters, Dominique Schadebach, Anja Wilhelm, Sandra Seuser)                  | 3:41,75    |
| 5     | LAC Quelle Fürth/München (Monika Fehling, Elke Dietel, Monika Schäfer, Birgit Clarius)  | 3:44,27    |
| 6     | ASV Köln (Würtele, Birte Bruhns, Ellen Kießling, Schiefer)                              | 3:44,84    |
| 7     | MTV Ingolstadt (Petra Rappe, Ursula Hoffmann, Angelika Haggenmüller, Andrea Nebel)      | 3:46,13    |

Datum: 11. Juli
nur 7 Staffeln am Start

### 3 × 800 m Staffel
| Platz | Verein, Besetzung                                                     | Zeit (min) |
| ----- | --------------------------------------------------------------------- | ---------- |
| 1     | SCC Berlin (Carmen Wüstenhagen, Katje Hoffmann, Kati Kovacs)          | 6:19,04    |
| 2     | OSC Berlin (Cornelia Bahls, Marlies Keil, Simone Weidner)             | 6:23,63    |
| 3     | LAC Quelle Fürth/München (Christine Stief, Ute Haak, Sabine Leist)    | 6:30,60    |
| 4     | Eintracht Frankfurt (Bettina Busch, Gabriele Huber, Steffi Kallensee) | 6:34,61    |
| 5     | TV Herxheim (Hoffmann, Marika Böspflug, Kirsten Birmelin)             | 6:40,40    |
| 6     | SV Saar 05 Saarbrücken (Isabelle Müller, Petra Born, Susanne Anlauf)  | 6:42,10    |
| 7     | LG Braunschweig (Kratz, Katrin Bröger, Lenk)                          | 6:52,58    |
| 8     | LG Hammer Park Hamburg (Broscheit, Schwaiger, Heike Frantz)           | 7:03,55    |

Datum: 4. Juli
fand in Dortmund im Rahmen der Deutschen Jugendmeisterschaften statt

### 5000-m-Bahngehen
| Platz | Athletin, Verein                     | Zeit (min) |
| ----- | ------------------------------------ | ---------- |
| 1     | Beate Anders (LAC Halensee Berlin)   | 20:55,76   |
| 2     | Kathrin Born (OSC Potsdam)           | 21:49,33   |
| 3     | Sandy Leddin (TSV Erfurt)            | 22:32,56   |
| 4     | Simone Thust (LAC Halensee Berlin)   | 23:24,41   |
| 5     | Sandra Priemer (LAC Halensee Berlin) | 23:35,14   |
| 6     | Brigitte Buck (LSG Aalen)            | 24:28,16   |
| 7     | Christine Stegmaier (LSG Aalen)      | 24:30,22   |
| 8     | Helge Will (Berliner SC)             | 24:59,92   |

Datum: 10. Juli

### 10 km Gehen
| Platz | Athletin, Verein                   | Zeit (min) |
| ----- | ---------------------------------- | ---------- |
| 1     | Beate Anders (LAC Halensee Berlin) | 43:12      |
| 2     | Kathrin Born (OSC Potsdam)         | 45:13      |
| 3     | Simone Thust (LAC Halensee Berlin) | 46:40      |
| 4     | Sandy Leddin (TSV Erfurt)          | 47:55      |
| 5     | Ute Vollmann (SC DHfK Leipzig)     | 48:48      |
| 6     | Doreen Sellenriek (Berliner SC)    | 49:13      |
| 7     | Brigitte Buck (LSG Aalen)          | 49:30      |
| 8     | Barbara Melchior (SG Ludwigsburg)  | 49:35      |

Datum: 23. Mai
fand in Kerpen-Horrem statt

### 10 km Gehen, Mannschaftswertung
| Platz | Verein, Besetzung                                                | Zeit (h) |
| ----- | ---------------------------------------------------------------- | -------- |
| 1     | LAC Halensee Berlin (Beate Anders, Simone Thust, Sandra Priemer) | 2:19:52  |
| 2     | Berliner SC (Doreen Sellenriek, Helge Will, Yvonne Anders)       | 2:30:22  |
| 3     | LSG Aalen (Brigitte Buck, Christine Stegmaier, Insa Franke)      | 2:35:35  |

Datum: 23. Mai
fand in Kerpen-Horrem statt
nur 3 Teams in der Wertung

### Hochsprung
| Platz | Athletin, Verein                                  | Höhe (m) |
| ----- | ------------------------------------------------- | -------- |
| 1     | Heike Henkel, geb. Redetzky (LG Bayer Leverkusen) | 2,00     |
| 2     | Heike Balck (Schweriner SC)                       | 1,92     |
| 3     | Andrea Baumert, geb. Arens (SCC Berlin)           | 1,88     |
| 4     | Kerstin Schlawitz (Dresdner SC)                   | 1,86     |
| 5     | Wiebke Schwart (SC Empor Rostock)                 | 1,86     |
| 6     | Manuela Aigner (BSV AOK Leipzig)                  | 1,83     |
| 6     | Marion Hellmann (LG Bayer Leverkusen)             | 1,83     |
| 8     | Christiane Meyer (LG Schaumburg)                  | 1,80     |

Datum: 10. Juli

### Stabhochsprung
| Platz | Athletin, Verein                            | Höhe (m) |
| ----- | ------------------------------------------- | -------- |
| 1     | Carmen Haage (LG Herlazhofen/Diepoldshofen) | 3,85     |
| 2     | Tanja Cors (MTV Holzminden)                 | 3,75     |
| 3     | Andrea Müller (LAZ Zweibrücken)             | 3,55     |
| 4     | Veronika Göbel (SCC Berlin)                 | 3,45     |
| 4     | Janet Zach (LC Cottbus)                     | 3,45     |
| 6     | Christine Adams (SuS Dinslaken)             | 3,45     |
| 7     | Ulrike Singer (LG Staufen)                  | 3,35     |
| 8     | Marion Meyer (SCC Berlin)                   | 3,35     |

Datum: 11. Juli

### Weitsprung
| Platz | Athletin, Verein                              | Weite (m) |
| ----- | --------------------------------------------- | --------- |
| 1     | Susen Tiedtke (Berliner SC)                   | 6,77      |
| 2     | Helga Radtke (SC Empor Rostock)               | 6,53      |
| 3     | Katrin Bartschat (TK Hannover)                | 6,40      |
| 4     | Claudia Gerhardt (VfL Gladbeck)               | 6,34      |
| 5     | Stefanie Hühn (LAC Halensee Berlin)           | 6,33      |
| 6     | Ines Krause (LG Chemnitz)                     | 6,18      |
| 7     | Michaela Frank (LG Bayer Leverkusen)          | 6,15      |
| 8     | Simone Clement (LAV Bayer Uerdingen/Dormagen) | 6,12      |

Datum: 10. Juli

### Dreisprung
| Platz | Athletin, Verein                        | Weite (m) |
| ----- | --------------------------------------- | --------- |
| 1     | Helga Radtke (SC Empor Rostock)         | 14,05     |
| 2     | Petra Laux (LAG Siegen)                 | 13,61     |
| 3     | Anja Vokuhl (SC Magdeburg)              | 13,57     |
| 4     | Angela Barylla (TV Wattenscheid 01)     | 13,50     |
| 5     | Tanja Borrmann (LG Bayer Leverkusen)    | 13,29     |
| 6     | Ramona Molzan (OSC Potsdam)             | 12,85     |
| 7     | Petra Franke (LAC Quelle Fürth/München) | 12,80     |
| 8     | Kattrin Feuerbach (LG Göttingen)        | 12,78     |

Datum: 11. Juli

### Kugelstoßen
| Platz | Athletin, Verein                               | Weite (m) |
| ----- | ---------------------------------------------- | --------- |
| 1     | Kathrin Neimke (SC Magdeburg)                  | 19,56     |
| 2     | Stephanie Storp (VfL Wolfsburg)                | 19,53     |
| 3     | Astrid Kumbernuss (SC Neubrandenburg)          | 19,09     |
| 4     | Grit Hammer (LAC Quelle Fürth/München)         | 18,96     |
| 5     | Ines Wittich (TV Wattenscheid 01)              | 17,60     |
| 6     | Heike Hopfer (Berliner SC)                     | 16,80     |
| 7     | Agnes Deselaers (LAV Bayer Uerdingen/Dormagen) | 16,71     |
| 8     | Edith Krauß (TV Schwabach)                     | 15,68     |

Datum: 11. Juli

### Diskuswurf
| Platz | Athletin, Verein                                | Weite (m) |
| ----- | ----------------------------------------------- | --------- |
| 1     | Anja Gündler (OSC Berlin)                       | 61,84     |
| 2     | Franka Dietzsch (SC Neubrandenburg)             | 60,70     |
| 3     | Astrid Kumbernuss (SC Neubrandenburg)           | 59,64     |
| 4     | Jana Lauren (SC Neubrandenburg)                 | 59,26     |
| 5     | Ursula Kreutel (LG VfB/Kickers Stuttgart)       | 58,82     |
| 6     | Simone Schmitt (SG Ludwigsburg)                 | 57,40     |
| 7     | Gabriele Reinsch (OSC Potsdam)                  | 57,12     |
| 8     | Silke Hachenberg (LAV Bayer Uerdingen/Dormagen) | 54,78     |

Datum: 10. Juli

### Hammerwurf
| Platz | Athletin, Verein                         | Weite (m) |
| ----- | ---------------------------------------- | --------- |
| 1     | Simone Mathes (UAC Kulmbach)             | 53,36     |
| 2     | Marion Große, geb. Rammelkamp (ASV Köln) | 50,60     |
| 3     | Angelika Lindemann (LG Frankfurt)        | 50,22     |
| 4     | Kirsten Münchow (LG Porta Westfalica)    | 48,30     |
| 5     | Margot Kruber (LAZ Zweibrücken)          | 48,06     |
| 6     | Bettina Gabler (LG München)              | 45,40     |
| 7     | Kathrin Janiesch (ASV Köln)              | 44,68     |
| 8     | Frauke Zuber (ASV Köln)                  | 43,00     |

Datum: 10. Juli
Der Hammerwurf stand bei den Frauen erstmals auf dem Meisterschaftsprogramm.

### Speerwurf
| Platz | Athletin, Verein                      | Weite (m) |
| ----- | ------------------------------------- | --------- |
| 1     | Silke Renk (SV Halle)                 | 65,46     |
| 2     | Steffi Nerius (LG Bayer Leverkusen)   | 63,88     |
| 3     | Karen Forkel (SV Halle)               | 62,84     |
| 4     | Tanja Damaske (OSC Berlin)            | 60,36     |
| 5     | Dörte Barby (Berliner SC)             | 59,12     |
| 6     | Ingrid Thyssen (LG Bayer Leverkusen)  | 57,92     |
| 7     | Susanne Riewe (SC Empor Rostock)      | 57,38     |
| 8     | Silke Gast (LAC Quelle Fürth/München) | 55,24     |

Datum: 10. Juli

### Siebenkampf
| Platz | Athletin, Verein                          | Leistung (Pkte) |
| ----- | ----------------------------------------- | --------------- |
| 1     | Birgit Clarius (LAC Quelle Fürth/München) | 6500            |
| 2     | Birgit Gautzsch (Schweriner SC)           | 6181            |
| 3     | Bettina Braag (LG Bayer Leverkusen)       | 6083            |
| 4     | Mona Steigauf (USC Mainz)                 | 6080            |
| 5     | Ines Krause (LG Chemnitz)                 | 5955            |
| 6     | Sabine Smieja (LG Regensburg)             | 5647            |
| 7     | Sabine Schwarz (LAC Quelle Fürth/München) | 5613            |
| 8     | Silke Harms (TK Hannover)                 | 5546            |

Datum: 19./20. Juni
fand in Vaterstetten statt

### Siebenkampf, Mannschaftswertung
| Platz | Verein, Besetzung                                                            | Leistung (Pkte) |
| ----- | ---------------------------------------------------------------------------- | --------------- |
| 1     | LG Bayer Leverkusen (Bettina Braag, Silke Knut, Anke Straschewski)           | 17.270          |
| 2     | LAC Quelle Fürth/München (Birgit Clarius, Sabine Schwarz, Heike Blaßneck)    | 17.182          |
| 3     | OSC Berlin (Marion Scholz, geb. Zillwich, Micheline Borchert, Sylvana Finke) | 16.280          |
| 4     | TK Hannover (Silke Harms, Daniela Grube, Katja Duveneck)                     | 16.064          |
| 5     | USC Mainz (Mona Steigauf, Ulrike Karst, Elke Etten)                          | 15.928          |
| 6     | MTG Mannheim (Birgit Bauer, Britta Ganz, Ilona Klein)                        | 15.972          |

Datum: 19./20. Juni
fand in Vaterstetten statt
nur 6 Mannschaften in der Wertung

### CrosslaufMittelstrecke –2,8 km
| Platz | Athletin, Verein                                        | Zeit (min) |
| ----- | ------------------------------------------------------- | ---------- |
| 1     | Claudia Metzner (TV Wattenscheid 01)                    | 9:01       |
| 2     | Katrin Wolf (LAC Quelle Fürth/München)                  | 9:05       |
| 3     | Annette Hüls (LG Bayer Leverkusen)                      | 9:07       |
| 4     | Ute Haak (LAC Quelle Fürth/München)                     | 9:08       |
| 5     | Vera Michallek, geb. Steiert (LAC Quelle Fürth/München) | 9:10       |
| 6     | Katja Steinmetz (LG Bayer Leverkusen)                   | 9:12       |
| 7     | Sabine Leist (LAC Quelle Fürth/München)                 | 9:13       |
| 8     | Petra Wassiluk (ASC Darmstadt)                          | 9:14       |

Datum: 6. März
fand in Rhede statt

### CrosslaufMittelstrecke –2,8 km, Mannschaftswertung
| Platz | Verein, Besetzung                                                               | Platzziffer |
| ----- | ------------------------------------------------------------------------------- | ----------- |
| 1     | LAC Quelle Fürth/München (Katrin Wolf, Ute Haak, Vera Michallek – geb. Steiert) | 011         |
| 2     | LG Bayer Leverkusen I (Annette Hüls, Katja Steinmetz, Susanne Hüls)             | 021         |
| 3     | LG Braunschweig (Doris Grossert, Katrin Bröger, Kratz)                          | 047         |
| 4     | VfL Wolfsburg (Ursula Starke, Anne Toffel, Kowald)                              | 082         |
| 5     | LG Bayer Leverkusen II (Anke Breitenbach, Nicole Teophil, Beatrice Roh)         | 093         |
| 6     | Post SV Uelzen (Pesaara, Kerstin Wiethake, Karin Engelbrecht)                   | 120         |
| 7     | Post-SV Trier (Julia Herber, Caroline de Corbier, Bettina Moll)                 | 125         |
| 8     | TSV Burghaslach (Nicola Reiser, Susanne Jacob, Elke Klöpfer)                    | 127         |

Datum: 6. März
fand in Rhede statt

### CrosslaufLangstrecke –7,6 km
| Platz | Athletin, Verein                                      | Zeit (min) |
| ----- | ----------------------------------------------------- | ---------- |
| 1     | Claudia Dreher (LG Olympia Dortmund)                  | 25:52      |
| 2     | Birgit Jerschabek (LG Sieg)                           | 26:09      |
| 3     | Claudia Lokar, geb. Borgschulze (LG Olympia Dortmund) | 26:38      |
| 4     | Tanja Kalinowski (LG Bayer Leverkusen)                | 26:51      |
| 5     | Petra Sander (LAV Bayer Uerdingen/Dormagen)           | 27:00      |
| 6     | Elisabeth Hanner (Moerser TV)                         | 27:11      |
| 7     | Dörte Köster (SC Empor Rostock)                       | 27:11      |
| 8     | Astrid Alfen (DJK Aschaffenburg)                      | 27:42      |

Datum: 6. März
fand in Rhede statt

### CrosslaufLangstrecke –7,6 km, Mannschaftswertung
| Platz | Verein, Besetzung                                                                      | Platzziffer |
| ----- | -------------------------------------------------------------------------------------- | ----------- |
| 1     | LG Olympia Dortmund (Claudia Dreher, Claudia Lokar – geb. Borgschulze, Antje Pohlmann) | 013         |
| 2     | SV Saar 05 Saarbrücken (Bärbel Zeeb, Nicole Frank, Steffi Hertel)                      | 053         |
| 3     | LAV Bayer Uerdingen/Dormagen (Petra Sander, Sigrid Altmeyer, Petra Bauer)              | 053         |
| 4     | LG Frankfurt (Silke Welt, Pollikeit, P. Holly)                                         | 060         |
| 5     | AC Waldniel (Wefers, Brauckmann, Deussen)                                              | 083         |
| 6     | TuS Sythen (Ria Bredeck, Andrea Unrath, Höfling)                                       | 092         |
| 7     | Post SV Uelzen (Monika Pautmeier, Blum, Pamela Holweg)                                 | 110         |

Datum: 6. März
fand in Rhede statt
nur 7 Mannschaften in der Wertung

### Berglauf
| Platz | Athletin, Verein                               | Zeit (min) |
| ----- | ---------------------------------------------- | ---------- |
| 1     | Birgit Lennartz-Lohrengel (LG Sieg)            | 57:29      |
| 2     | Johanna Baumgartner (LAC Quelle Fürth/München) | 57:48      |
| 3     | Sonja Ambrosy (LC Breisgau)                    | 59:23      |
| 4     | Barbara Guerike (LC Breisgau)                  | 60:20      |
| 5     | Birgit Rufer (TuS Bilstein)                    | 63:14      |
| 6     | Panagiota Müller (LG München)                  | 64:23      |
| 7     | Andrea Wever (LG Menden)                       | 65:40      |
| 8     | Monika Imgraben (LC Breisgau)                  | 65:55      |

Datum: 3. Oktober
fand in Berchtesgaden im Rahmen des Jenner-Berglaufs statt

### Berglauf, Mannschaftswertung
| Platz | Verein, Besetzung                                                                  | Zeit (h) |
| ----- | ---------------------------------------------------------------------------------- | -------- |
| 1     | LC Breisgau (Sonja Ambrosy, Barbara Guerike, Monika Imgraben)                      | 3:06:08  |
| 2     | LAC Quelle Fürth/München (Johanna Baumgartner, Silke Hennersdorf, Marion Rupprich) | 3:31:53  |
| 3     | TSV Burghaslach (Fischer, Dagmar Weinländer, Dölle)                                | 3:33:01  |
| 4     | TSV Bad Endorf (Lissy Nenninger, Lisa Engelhardt, Josefine Hobmeier)               | 3:43:32  |

Datum: 3. Oktober
fand in Berchtesgaden im Rahmen des Jenner-Berglaufs statt
nur 4 Teams in der Wertung